# Hadsund Butikscenter
Butikscenter Hadsund (tidl. Hadsund Butikstorv) er et indkøbscenter på Storegade i Hadsund.
Shoppingcentret er blandt de ældste i Nordjylland. Hadsund Butikscenter er med sine 13 special- og dagligvareforretninger og spisesteder fordelt på et samlet butiksareal på cirka 4.800 m², hele Øst og Sydhimmerlands største indkøbscenter.
Centeret blev de første år kaldt Hornbech-Centeret.
Butikscenteret er dog ikke i samme kategori som diverse storcentre i Aalborg og Randers, men det er det eneste overdækkede indkøbscenter i Himmerland.
Butikscenteret blev indviet den 16. august 1975, og var et slags udendørs center i form af en strøggade, men det blev i forbindelse med en gennemgribende renovering i 1979 et overdækket center.
I centret findes der også et Centertorv, som bruges til mange arrangementer hele året rundt.
Butikscenteret ligger i den nordlige del af byens gågade Storegade. Det er indrettet i 2 etager og forbundet med rulletrappe. På centertorvet er der et springvand og en skulptur der blev skænket af Sparekassen Hadsund ved butikscenterets indvielse i 1975.
Butikscenter Hadsund ejes af Allan Nørgaard, Aalborg og Flemming Nørgaard, Als v/Hadsund
Centeret indeholder desuden et parkeringshus med 100 pladser og en parkeringsplads med 100 pladser.

## Butikker
Centret indeholder p.t. (2024) følgende butikker:
- Matas
- Imerco
- Sport 24
- Mr.Tang herretøj
- Friis Vine, Wood og Deli Arkiveret 15. august 2024 hos  Wayback Machine
- Viking Sushi restaurant
- Ejendomsmægler
- My Heart motionscenter

Det har tidligere indeholdt følgende butikker:
- Marcus, Netto,[6] Spar,[7] Euronics,[8] SuperBest[9] og et filial af Danske Bank.[10]

## Historie
Butikscenteret er indrettet i Brdr. Johan & Axel Hornbechs gamle industribygninger, der blev bygget i 1898 og tilbygget 1916. Den 9. december 1974 flyttede virksomheden ud i industrikvarteret Hadsund Nord. Marmeladefabrikken blev i 1986 opkøbt af Good Food Group og blev senere samlet i Scandic Food A/S. Hornbechs Fabrikker der var byens ældste virksomhed flyttede til Polen den 31. marts 2011.
Hornbechs Fabrikker havde sin hovedafdeling i Hadsund, men havde også en afdeling i København. Hornbech producerede bl.a. kirsebærvin og marmelade. Produktionen fortsatte gennem 1990'erne. 80 mennesker arbejdede på fabrikken i Hadsund.
Hornbech fik mange præmier for kirsebærvin og marmelade blandt andet i England og Tyskland. Hornbech produceres i dag af Scandic Food.
Hornbechs bygninger er bevaret. De rummer den østlige del af centeret. En af Hadsunds gader hedder Hornbechsvej, opkaldt efter virksomheden.
I 1997 blev butikscenteret udvidet og en ny dagligvareforretning kom til.
I forbindelse med modernisering og renovering i 2011, ændrede man navn fra Hadsund Butikstorvet til det nuværende.
I 2019/2020 gennemgår butikscenter en gennemgribende renovering indvendig og udvendig. Planen omhandler et nyt klinkegulv på både 1. sal og i stueplan, maling af centret i helt nye farver, fjernelse af springvandet fra 1975 samt en renovering af de 3 indgange til centeret.
I 2020 sælges Butikscenter Hadsund til Flemming og Allan Nørgaard, der begge stammer fra landsbyen Als ved Hadsund.

## Kollektiv trafik
Der er ingen busstoppesteder ved Butikscenter Hadsund, men 200 meter sydvest for går bybuslinje 54 og ved Tinggade/Østergade, 200 meter øst for Butikscenter Hadsund går bybuslinje 55. Hadsund Busterminal er beliggende 500 meter fra butikscenteret.

## Indvielsen
Det havde stor betydning for det lokale handelsliv i Hadsund, da det 4000 kvadratmeter store Butikstorv blev indviet fredag den 15. august 1975. 12 butikker så dagens lyd, en isenkræmmer, vinhandel, fotobutik, Mikkeline, møbeletagen, Mr. BB, et køkkencenter, Sonato cafeteria, Landmandsbanken, Materialisten og senere Den Grå Kok. Tusindvis af mennesker var med til overværende åbning i løbet af fredagen, hvor byen også afholdt sin første af 26 stk. brofester. En brofest der der senere gik over i byens historie.

## Den Grå Kok
Er et kendt værtshus i centerets østlige del ud mod Storegade. Den Grå Kok var oprindeligt navnet på Hornbechs mest populære frugtvin fra 1919.

## Bukefalos
Foran Hadsund Butikscenters indgang fra gågaden står en historisk skulptur der blev skænket af kunstneren David Biering, den 11. maj 2012. Skulpturen vejer 225 kg og står 1,2 tons granitsokkel fra Bohuslän, der er skænket af virksomheden Beauté Pacifique. Bukefalos går helt tilbage til 343 f.Kr. Den er et symbol på livskraften.
De involveret i projektet er Beauté Pacifique, Teknik og Miljø Mariagerfjord Kommune, smedefirmaet FKN-Teknik i Hadsund, Stenhuggeren i Hadsund og Hadsund Butikscenter, der sammen med kunstneren David Biering og Helena Dylmer fik det hele til at lykkes. ”Husk at klappe hesten, det giver kraft og styrke”.

## Slogan
- Vi sætter din familie i centrum...
- Velkommen i Nordjyllands mindste storcenter.

## Galleri
- Indgangen fra Storegade.
- Skulpturen "Sekskant" fra 1982. Kan findes ved centerets indgang fra Storegade.
- Centerets facade ud mod gågaden Storegade.
- Attraktiv vinforretning
- Legeområde
- Event i centeret
- Mange bede og planter
- Godt overblik fra 1. salen

- Wikimedia Commons har flere filer relateret til Hadsund Butikscenter
- Hadsund Butikscenters hjemmeside
- Hadsund Handel

## Fodnoter
1. ↑  Østhimmerland og Sydhimmerland består af Hindsted Herred, Hellum Herred og Mou Sogn. Det er det største center både Mariagerfjord med også Rebild Kommune